# Place Montoulieu
La place Montoulieu (en occitan : plaça Montoliu) est une voie de Toulouse, chef-lieu de la région Occitanie, dans le Midi de la France.

## Situation et accès

### Description
La place Montoulieu est une voie publique. Elle se trouve dans le quartier Saint-Étienne, dans le secteur 1 - Centre.
La chaussée compte une seule voie de circulation automobile en sens unique faisant le tour de la place autour d'un petit rond-point. Elle est définie comme une zone de rencontre et la vitesse y est limitée à 20 km/h. Il n'existe pas d'aménagement cyclable.

### Voies rencontrées
La place Montoulieu rencontre les voies suivantes, dans l'ordre des numéros croissants :
1. Rue Ninau
2. Rue Montoulieu-Saint-Jacques
3. Rue du Huit-Mai-1945
4. Rue Escoussières-Montgaillard
5. Rue Montoulieu-Vélane

## Odonymie

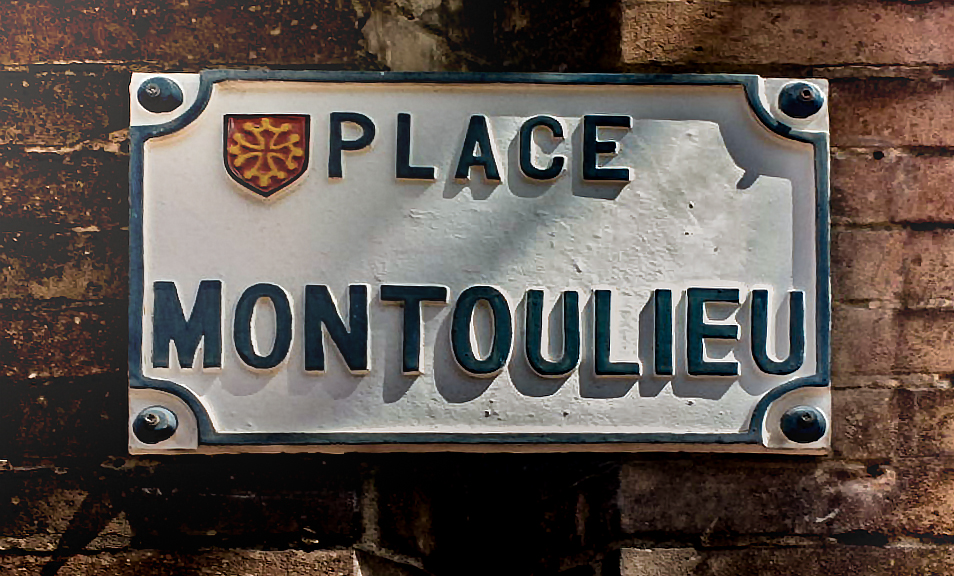
Plaque de rue en français.

La nom de la place Montoulieu est ancien, puisqu'il apparaît déjà au début du XIIIe siècle, dans la Chanson de la croisade albigeoise, écrite entre 1208 et 1219. Elle tient ce nom de la porte Montoulieu, établie au sud de la place. Il est peu probable, comme l'a soutenu l'historien Guillaume Catel, que ce nom de Montoulieu venait de ce que la route qui passait par la porte conduisait à l'abbaye de Montoulieu. Il semble que ce nom soit plutôt relié à un oratoire, désigné comme l'oratoire du Crucifix, placé sur un tertre entouré d'oliviers, qu'on appelait le « mont des Oliviers » et qui se trouvait près de la porte de la ville,.
Le texte de la Chanson de la croisade albigeoise mentionne en occitan « el camp de Montoliu », établi par les croisés face à la porte du même nom. Les plus anciens actes en latin et en occitan, à partir du XIVe siècle, évoquent également la platea montis olivi (1380), loco dicto als oliveri (1388), loco vocato als olivies (1446). Au milieu du XVe siècle, la place était également désignée comme la place du Puits-Vert ou du Puits-Verdet, parce qu'un puits, peint de cette couleur, se trouvait au carrefour de cette place et de la rue Ninau. En 1794, pendant la Révolution française, ce fut la place Sans-Culottide, comme la rue Ninau était devenue la rue Sans-Culottide, mais cette appellation ne dura pas,.

## Histoire

### Moyen Âge et période moderne
Au Moyen Âge, la place Montoulieu appartient au capitoulat de Saint-Étienne. Ce n'est qu'un carrefour entre les rues Ninau et Montoulieu (actuelles rues Montoulieu-Vélane et Montoulieu-Saint-Jacques) au nord, et le chemin des Escoussières (actuelle rue Escoussières-Montgaillard et ancienne rue Escoussières-Montoulieu, dans son prolongement à l'est). Le sud de la place actuelle est largement occupé par des maisons et de petits immeubles et est fermé par le rempart et la porte Montoulieu. Cette porte, qui existait déjà au commencement du XIIIe siècle et sans doute à l'époque romaine, est reconstruite vers 1346. Ce n'est qu'une haute tour carrée, construite en briques et percée d'une large et haute porte, ogivale du côté de la ville, en plein cintre du côté de la campagne. Elle est régulièrement entretenue et plusieurs fois embellie. En 1536, une demi-lune est édifiée au-devant de la porte. En 1572, à cause des événements des guerres de Religion, la porte est fermée, pour n'être ouverte de nouveau qu'une fois la paix revenue, en 1601. En 1650, les capitouls font placer leurs huit blasons sur un pan de rempart joignant la porte, et en 1729 le sculpteur Pierre Lucas place les armoiries de la Ville sur une badorgne nouvellement faite à côté de la porte.
Au centre de la place, face à l'entrée de la rue Ninau, un puits, connu comme le Puits-Vert ou le Puits-Verdet, dessert le quartier. Les maisons et les immeubles qui bordent la place restent modestes, peuplés de petites gens, et il n'y a pas de vaste hôtel particulier construit entre le XVe siècle et le XVIIIe siècle. En revanche, signe du passage des voyageurs qui entrent dans Toulouse par la porte Montoulieu, on trouve, au XVIIIe siècle au moins, un auberge, l'hôtellerie de la Ville-de-Rodez (actuel no 3). C'est à la même époque que sont d'ailleurs construits la plupart des immeubles qui bordent la place à l'ouest.

### Époque contemporaine

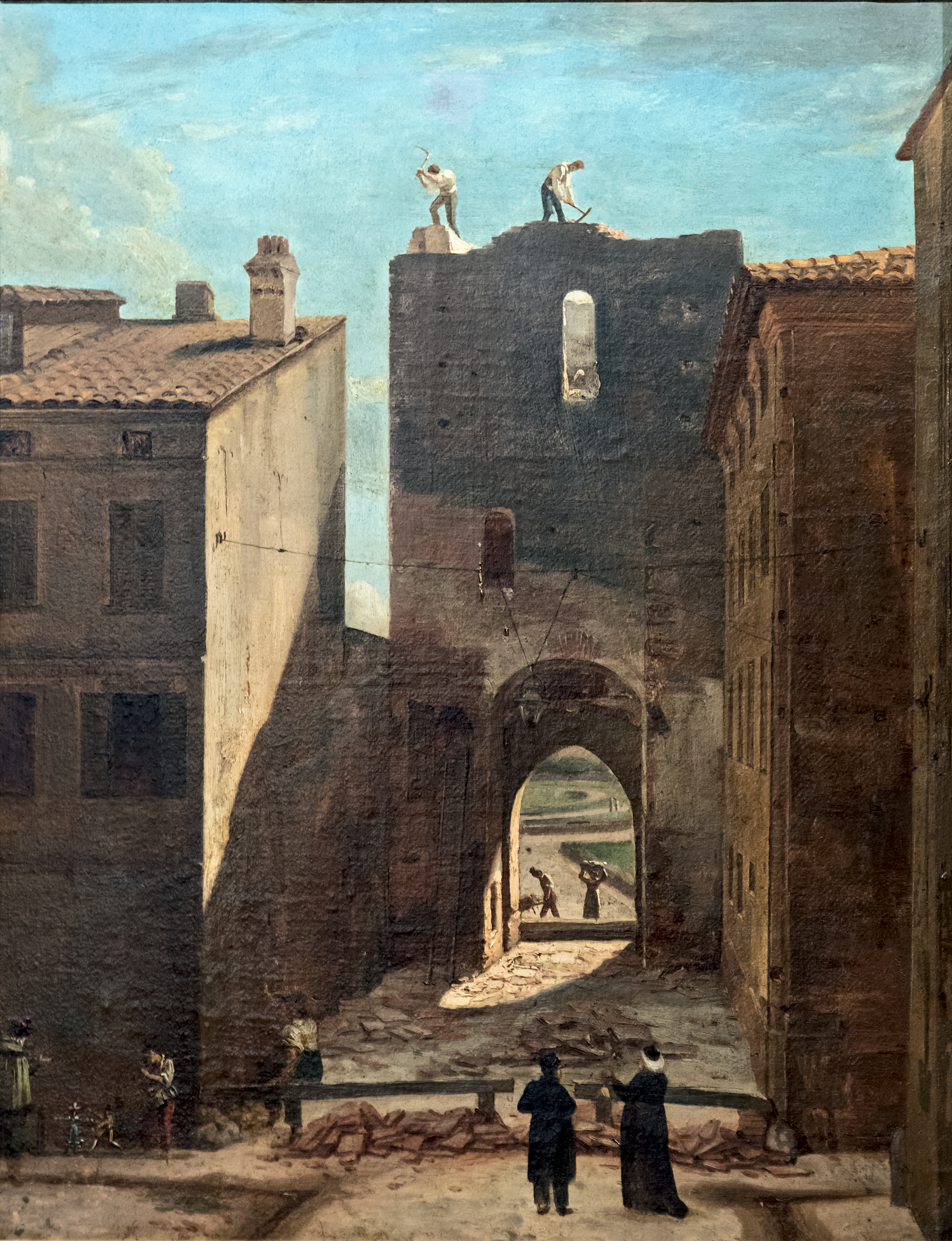
Démolition de la porte Montoulieu, par Félix Saurine (1826, musée des Augustins.

Les transformations les plus notables interviennent cependant dans la première moitié du XIXe siècle, lorsque les derniers morceaux de rempart sont abattus. En 1827, la porte Montoulieu est démolie à son tour, permettant de dégager la place, qui prend sa forme actuelle. En 1859 est décidée la construction d'un palais pour le commandement du 6e corps d'armée (actuel palais Niel). Toutes les maisons du côté est sont abattues en 1862 et laissent la place aux constructions des dépendances du Palais – écuries, remises, magasins à fourrage –, élevées entre 1863 et 1868 par le capitaine du génie Bonnal,.
Dans l'entre-deux-guerres, la place Montoulieu est encore une place vivante, animée par un bar, Le Carillon (actuel no 3) et un garage, le Grand Garage International (actuel no 1 rue Montoulieu-Saint-Jacques).

## Patrimoine et lieux d'intérêt

### Palais Niel
Le palais Niel est construit pour installer l'état major du 6e grand commandement militaire et son chef, le maréchal Adolphe Niel. Les bâtiments sont élèves entre 1863 et 1868 sur les plans de Félix Bonnal, capitaine du corps du Génie, sur une vaste parcelle entre la rue Montoulieu-Saint-Jacques, les allées Forain-Francois-Verdier, le Boulingrin et la rue du Huit-Mai-1945. C'est l'une des réalisations architecturales majeures du Second Empire à Toulouse.
Plusieurs dépendances s'élèvent le long de la place Montoulieu. Elles réunissent les écuries, le magasin à fourrage, ainsi que des remises.

### Immeubles
- no  1 : immeuble.
L'immeuble est élevé au début du XIXe siècle selon le plan d'alignement de l'architecte de la ville Urbain Vitry[14].

- no  2-4 : immeuble.
Un immeuble est élevé, à la fin du XVIIe siècle ou au début du siècle suivant, contre le rempart, près de la porte Moutoulieu, et à l'angle de la rue Escoussières-Montgaillard (actuel no 16). Il se compose de deux corps de bâtiment. Le premier (actuel no 4), à l'angle de la rue Escoussières-Montgaillard, présente une façade de style classique d'une grande simplicité qui s'élève sur trois étages décroissants. Le rez-de-chaussée est ouvert par une grande arcade de boutique voûtée en plein cintre. L'élévation est couronnée par une large corniche moulurée. Le deuxième corps de bâtiment (actuel no 2) est en légère saillie sur la place. Il ne compte que deux travées, mais s'élève sur quatre étages. Au rez-de-chaussée, la porte, surmontée d'une imposte en fer forgé, a conservé sa menuiserie du XVIIIe siècle. Le dernier niveau correspond à une terrasse mise en valeur par un décor de faux mâchicoulis et de créneaux, probablement mis en place au XIXe siècle, rappelant les tours capitulaires des hôtels particuliers du gothique et de la Renaissance toulousaine[15].